# 위에화 엔터테인먼트
위에화 엔터테인먼트(Yuehua Entertainment, 중국어: 乐华娱乐, 병음: Yuèhuá Yúlè, 한자음: 낙화 엔터테인먼트)는 중화인민공화국의 연예 기획사이다. 
2016년 2월 대한민국 서울특별시에 지사를 세워 대한민국에서도 자체 아티스트를 발굴하고 소속 연예인들의 매니지먼트를 담당하고 있다.

## 위치
- 중화인민공화국 베이징시 차오양구 백자만로 16호 골든타워 A블럭 301u
- 대한민국 서울특별시 강남구 논현로 403

## 소속 아티스트

### 중화인민공화국
- 조이쉔
- 문한
- 이보
- 우쉬안이
- 성소
- 멍메이치
- 주정팅
- 비원쥔
- 황신춘
- 딩저런
- 리취안저
- 저스틴
- 진쯔한
- 천신웨이
- BOYHOOD
- NAME
- NEVERLAND
- LOONG9

### 대한민국
다음은 대한민국에서 위에화 엔터테인먼트의 자회사인 위에화 엔터테인먼트 코리아에 소속되어 매니지먼트를 받는 아티스트 일람이다.
| 구분 | 아티스트 | 구성원                          | 데뷔년도 | 비고             |
| ---- | -------- | ------------------------------- | -------- | ---------------- |
| 그룹 | 템페스트 | LEW, 한빈, 형섭, 혁, 은찬, 태래 | 2022     |                  |
| 솔로 | 성주     | ―                               | 2014     |                  |
| 솔로 | 최예나   | ―                               | 2018     |                  |
| 솔로 | DáFF     | ―                               | 2024     |                  |
| 배우 | 이도현   | ―                               | 2017     |                  |
| 배우 | 박천     | ―                               | 2023     |                  |
| 배우 | 최우진   | ―                               | 2024     |                  |
| 기타 | 장하오   | ―                               | 2023     | ZEROBASEONE 소속 |
| 기타 | 리키     | ―                               | 2023     | ZEROBASEONE 소속 |
| 기타 | 김규빈   | ―                               | 2023     | ZEROBASEONE 소속 |
| 기타 | 한유진   | ―                               | 2023     | ZEROBASEONE 소속 |
| 기타 | 유승언   | ―                               | 2023     | EVNNE 소속       |
| 기타 | 지윤서   | ―                               | 2023     | EVNNE 소속       |